# Rapperswil-Jona
Rapperswil-Jona je město ve švýcarském kantonu St. Gallen. Nachází se na západě kantonu; žije zde přibližně 27 tisíc obyvatel a je tak druhým největším městem kantonu, po hlavním městě St. Gallenu.
Obec Rapperswil-Jona se skládá z bývalých obcí Rapperswil a Jona, které se sloučily k 1. lednu 2007, a přidružených obcí Kempraten, Wagen a Bollingen. 
Rapperswil-Jona leží na břehu Curyšského jezera a je regionálně důležitým dopravním uzlem. 

## Geografie
Rapperswil-Jona na pravém břehu Curyšského jezera je oblíbeným výletním místem díky jezeru a starému městu (Altstadt). Z Rapperswilu vede hráz rozdělující Curyšské jezero na menší Obersee a větší Untersee, vlastní Curyšské jezero, do Pfäffikonu. Do 31. prosince 2006 byla Jona obcí ve volebním obvodu See-Gaster na jihozápadě kantonu St. Gallen s přibližně 17 700 obyvateli, což z ní činilo druhé největší město kantonu.
Obec je nejzápadněji položenou obcí kantonu St. Gallen.

## Historie

Letecký pohled (1962)

Obce Rapperswil a Jona, které se sloučily 1. ledna 2007, měly před sloučením také částečně společnou infrastrukturu a hranice mezi oběma místy byla i pro místní obyvatele téměř neznatelná, protože hraniční oblast byla hustě zastavěna. Také společensky tvořily jeden celek; označení Rapperswil-Jona se v názvech různých klubů objevovalo již několik let před sloučením (např. hokejový klub a FC Rapperswil-Jona).
Po prvním referendu, které iniciovaly úřady a které voliči Jony odmítli, se obyvatelé v dalším poradním hlasování v roce 2003 vyslovili pro sloučení Rapperswilu (2001: 7 400 obyvatel; 82 % pro) a Jony (2001: 17 100 obyvatel; 52 % pro). Rozhodující referendum se konalo 1. května 2005. Pro sloučení, které bylo dokončeno v roce 2007, hlasovalo přibližně 60 % obyvatel Jony a 90 % obyvatel Rapperswilu.

## Doprava
V Rapperswilu-Joně jsou čtyři zastávky a stanice s osobní dopravou: konkrétně stanice Rapperswil (od roku 1859) a zastávky v Kempratenu, Joně (obě od roku 1979) a Blumenau. Od roku 1910 do roku 2004 zastavovaly vlaky podle jízdního řádu ve stanici Bollingen. Od roku 2004 bylo zastavování vlaků v této stanici zrušeno. Rapperswil-Jona je součástí dopravního svazu Zürcher Verkehrsverbund (ZVV) a tarifního sdružení Ostwind.
Pro dálkovou dopravu jsou v Rapperswilu přípoje na Voralpen-Express do St. Gallenu a ve směru Arth-Goldau do Lucernu. Místní dopravě slouží linky S-Bahn 5, 7, 15 a 40 S-Bahn Curych a S-Bahn 6 S-Bahn St. Gallen. Městskou autobusovou dopravu provozuje společnost Verkehrsbetriebe Zürichsee und Oberland (VZO).

## Sport
Rapperswil je domovem hokejového klubu SC Rapperswil-Jona Lakers, který hraje National League A. „Rosenstädter“, jak se místním hokejistům přezdívá, na konci sezóny 2014/2015 sestoupili z nejvyšší švýcarské hokejové ligy. V roce 2015 se jim podařilo získat titul mistra světa. Předtím klub působil v nejvyšší švýcarské hokejové lize od svého postupu v roce 1994. Dne 25. dubna 2018 postoupili hráči SCRJ Lakers zpět do nejvyšší soutěže. Fotbalový klub FC Rapperswil-Jona, jehož A-tým hraje Challenge League, byl založen v roce 1928. Baseballový klub Bandits byl v Joně založen v roce 2001. Od roku 2016 hraje 1. tým národní ligu A Švýcarské baseballové federace (SBSF).

## Osobnosti
- Carl Gustav Jung (1875–1961), švýcarský lékař-psychiatr, žil v Bollingenu

## Galerie

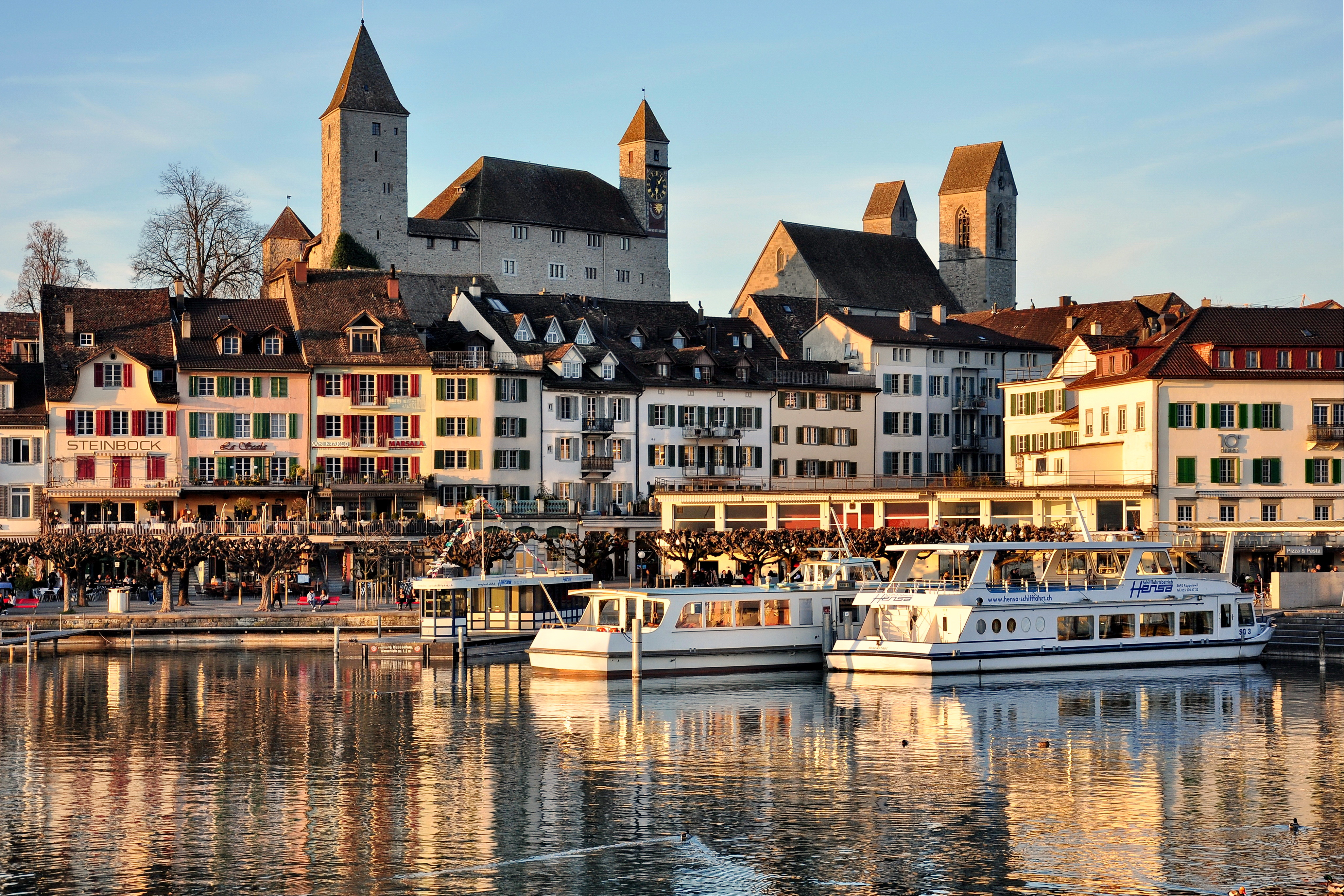
Přístav Rapperswil
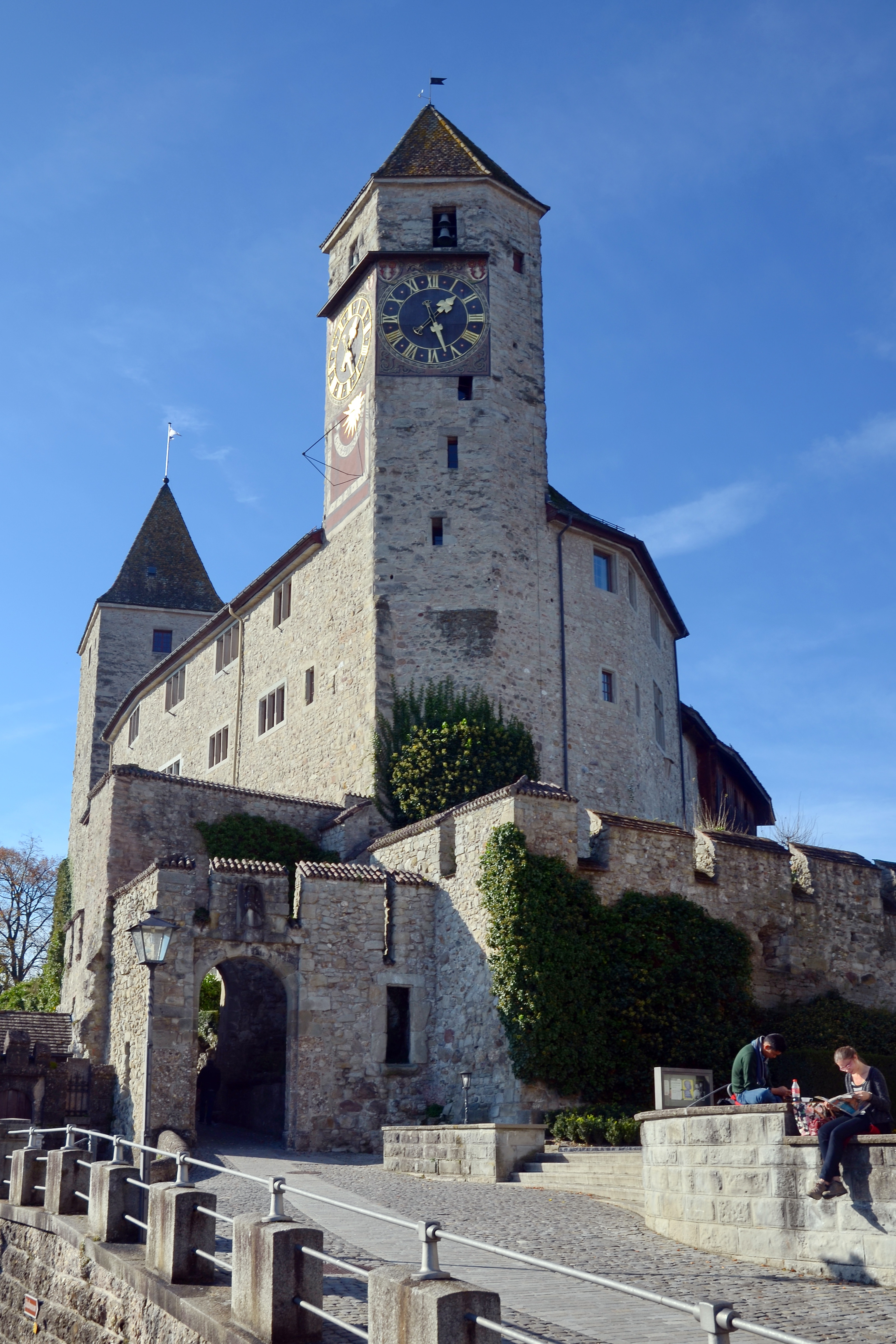
Zámek
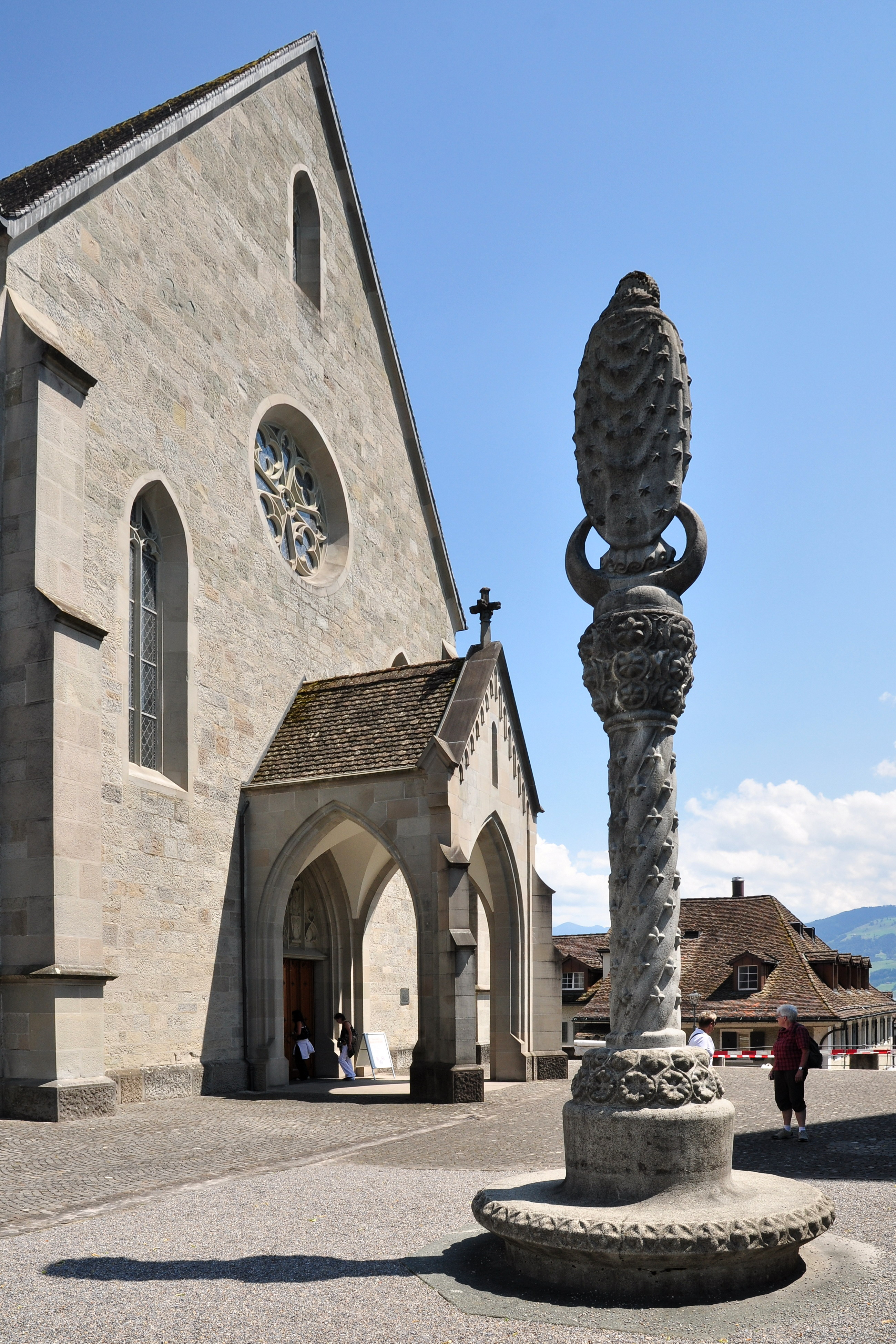
Farní kostel sv. Jana
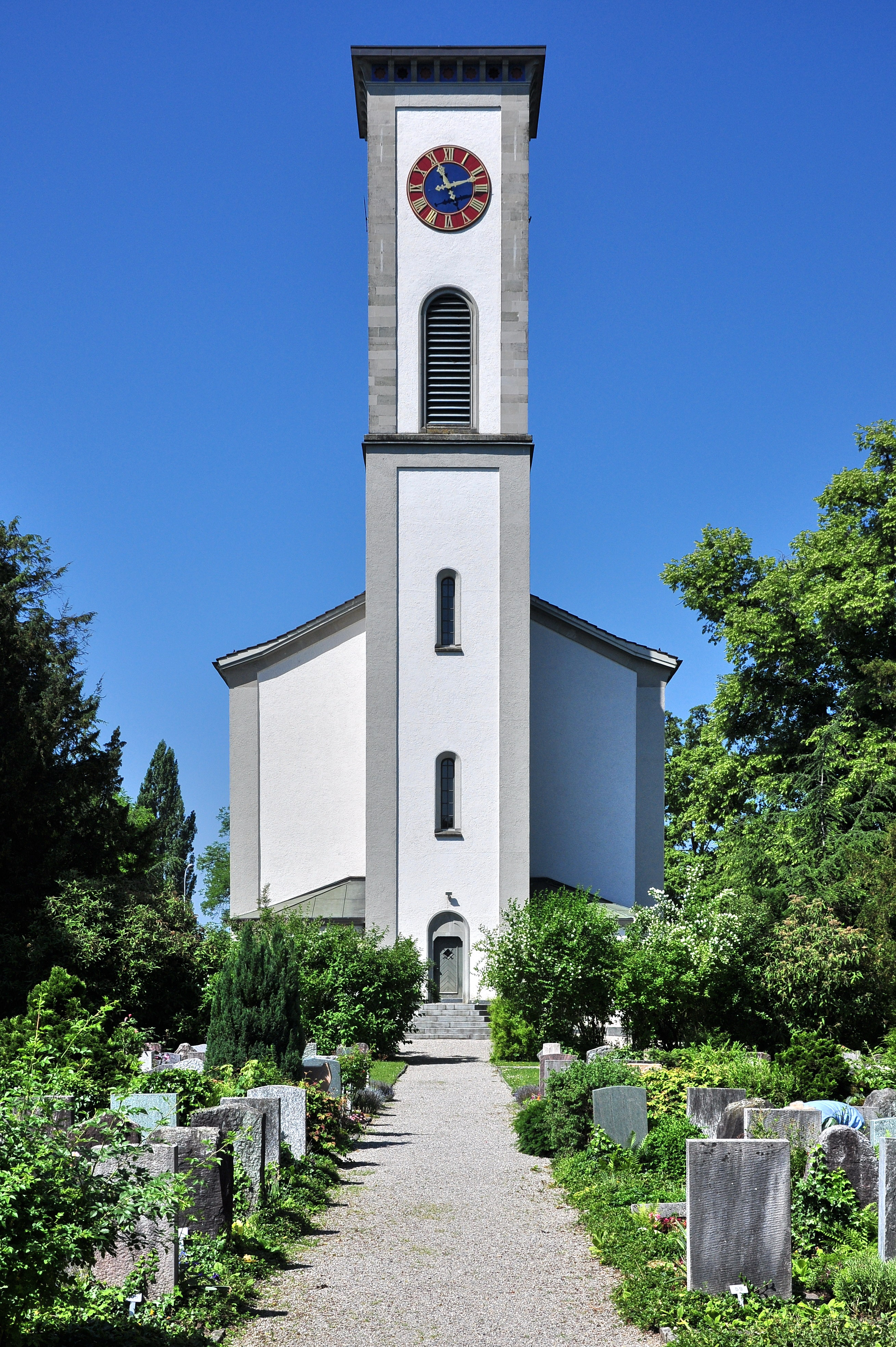
Reformovaný kostel
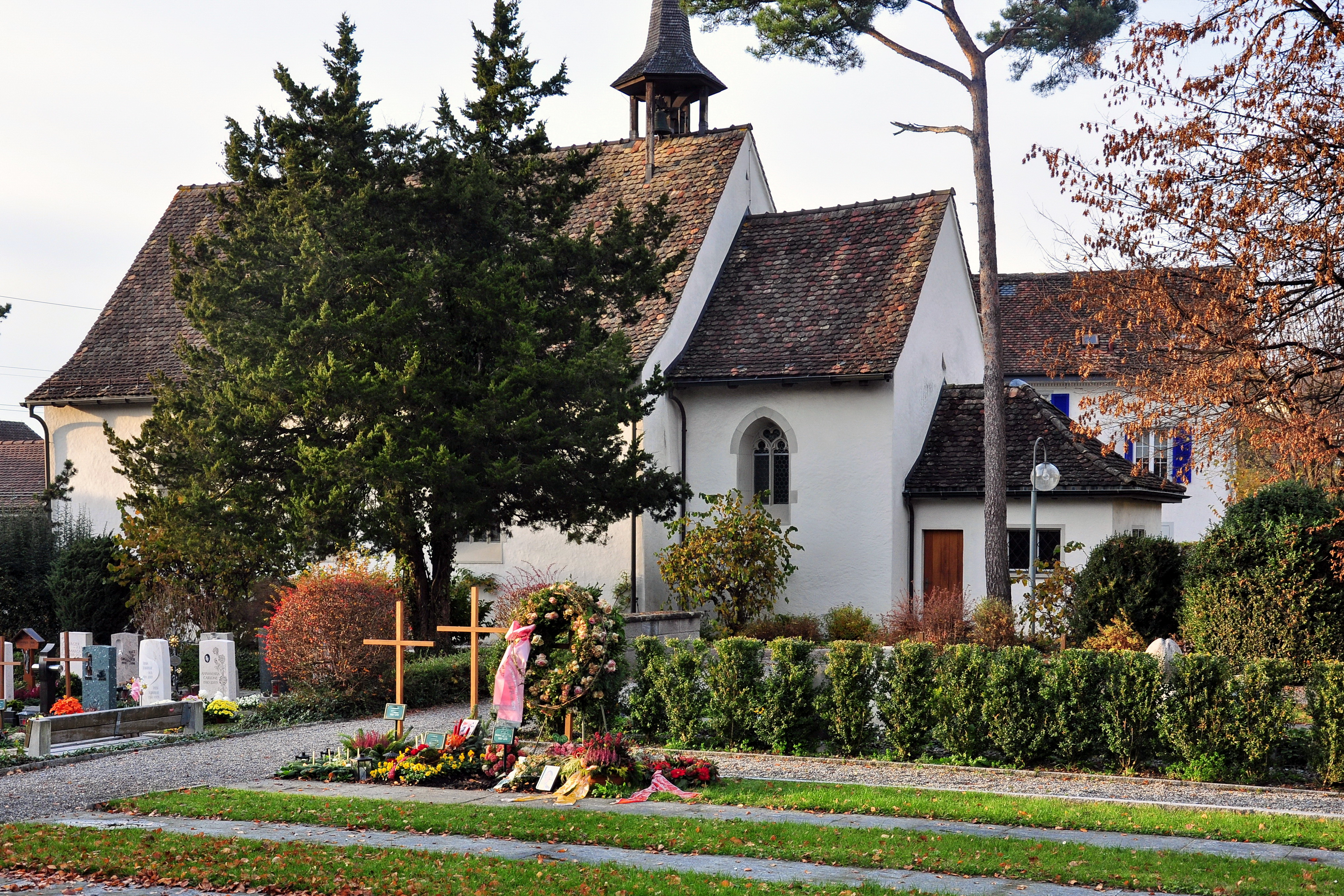
Kaple sv. Uršuly
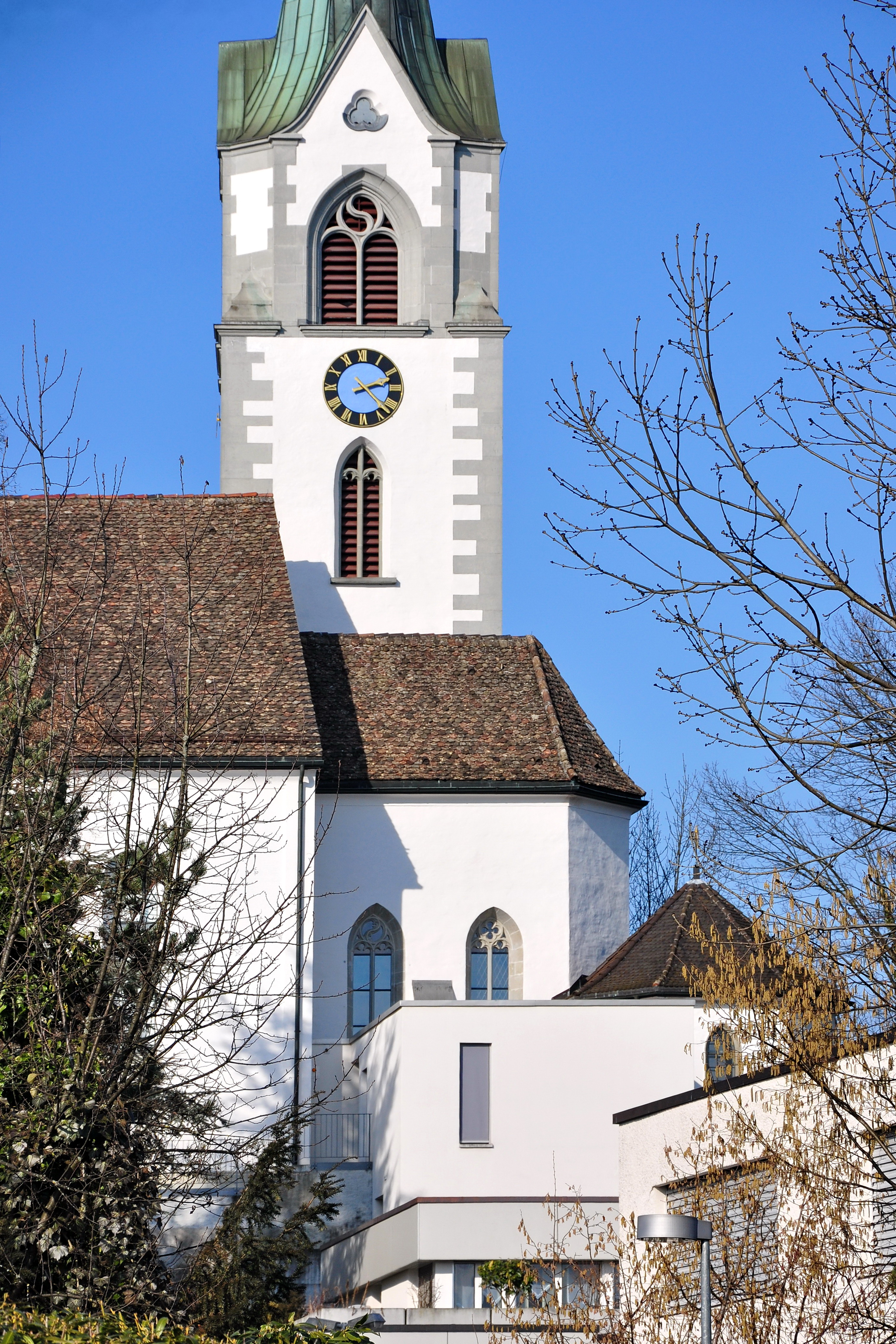
Farní kostel v Joně
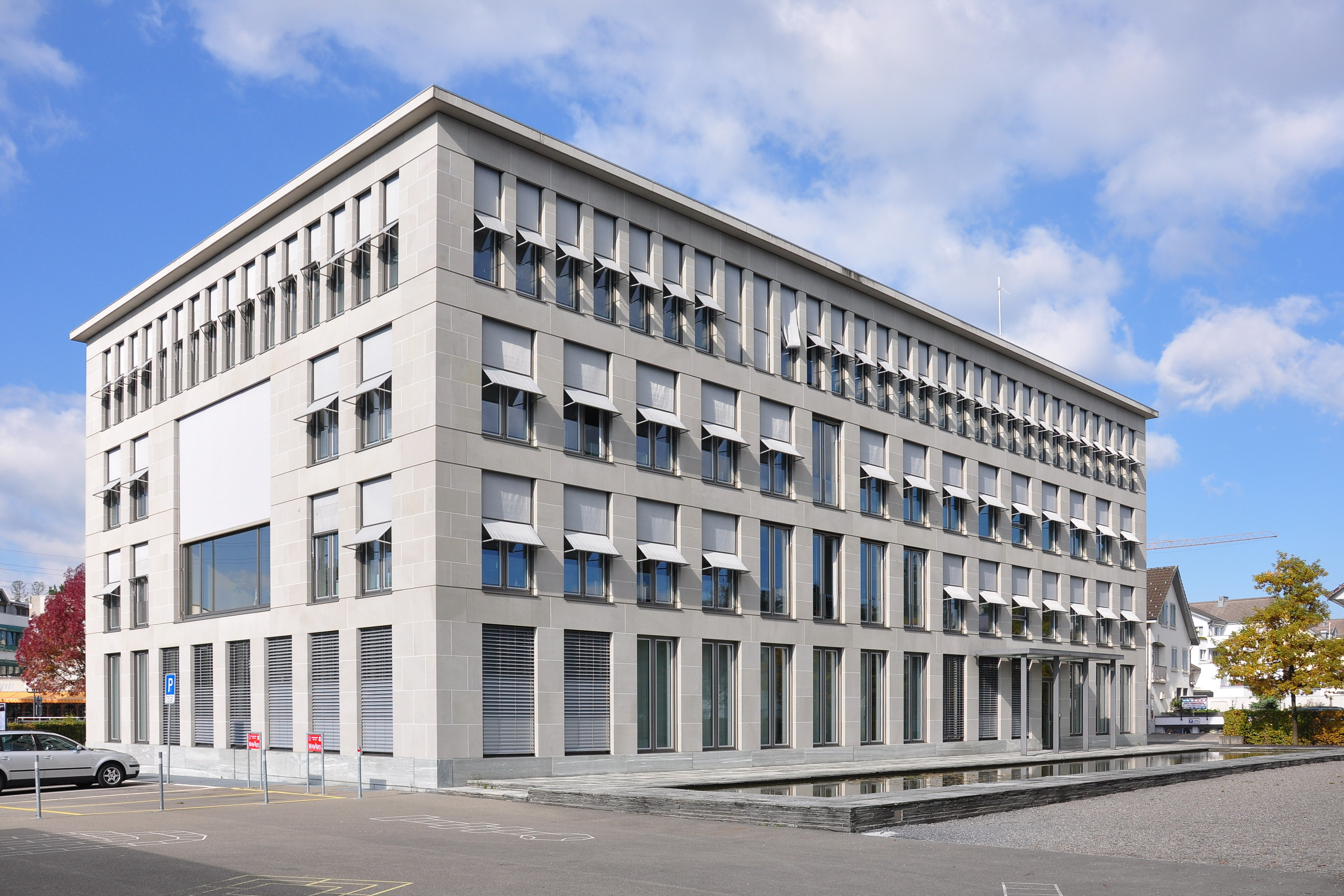
Radnice v Joně
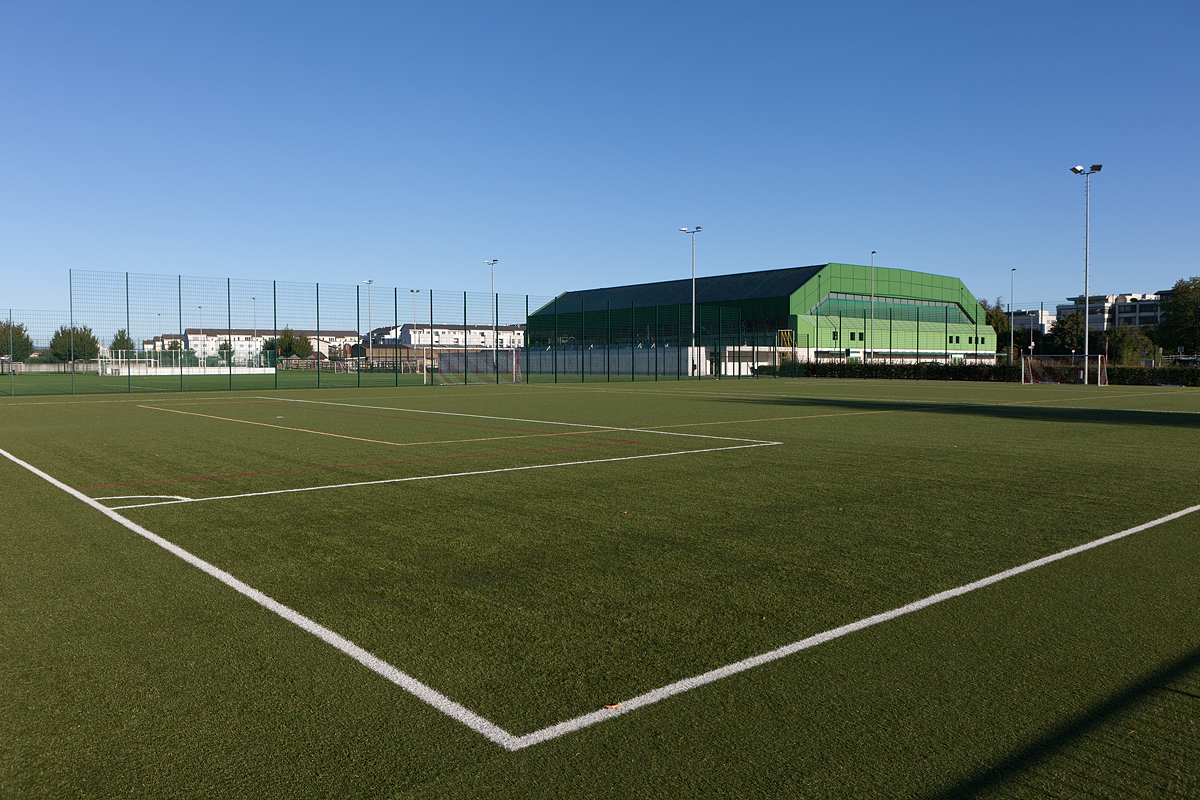
Sportoviště Grünfeld
Letecký pohled (1954)